# American Wolfdog
American Wolfdog är en hundras från USA. Dess ursprung är korsningar mellan varg och hundraserna tysk schäferhund, alaskan malamute eller siberian husky. Beteckningen American Wolfdog inbegriper allt från första generationens hybrider till hundar som avlats vidare i flera generationer, ibland med ytterligare inblandning av antingen varg eller tamhundar. Rasen är inte erkänd av någon amerikansk kennelklubb. Den första kennelklubben som erkänt American Wolfdog som egen ras är den argentinska kennelklubben Federación Cinológica Argentina (FCA) under rasnamnet perro lobo americano.